# Ржавск
Ржавск — опустевшая деревня в Пронском районе Рязанской области. Входит в Погореловское сельское поселение

## География
Находится в юго-западной части Рязанской области на расстоянии приблизительно 9 км на восток по прямой от районного центра города Пронск.

## История
Отмечена была еще на карте 1850 года как Выселки с 9 дворами. В 1897 году здесь (тогда Ржевские выселки) было учтено 20 дворов. Ныне представляет собой урочище.

## Население
Численность населения: 179 человек (1897 год), 0 как в 2002 году, так и в 2010.